# تفجير كويته أغسطس 2016
في 8 أغسطس 2016، وقع تفجير انتحاري وإطلاق نار عند مدخل قسم الطوارئ بمستشفى حكومي في كويته غرب باكستان، أوقع الهجوم 93 قتيلًا وأصيب أكثر من 100 شخص، كان معظم الضحايا من المحامين الذين جاؤوا إلى المستشفى للتنديد بمقتل رئيس جمعية المحامين في بلوشستان بلال أنور قاسي، الذي قضى رميًّا بالرصاص صباح اليوم. تبنى التفجير الانتحاري حركة الأحرار التابعة لطالبان باكستان.

## الحادث
في صباح يوم 8 أغسطس، قُتل رئيس جمعية محامي بلوشستان بلال أنور قاسي، المشهور بأعماله في إصلاح نقابة المحامين، وذلك أثناء توجهه لعمله من منزله، على طريق مونو جان. أُحضرت جثته إلى المستشفى الحكومي في كويتا للتشريح. تجمع هناك عدد كبير من المحامين، وعلى مدخل قسم الطوارئ بالمستشفى وقع تفجير تعتقد السلطات أنه تفجير انتحاري، لحقه إطلاق نار، ما أوقع عشرات القتلى والمصابين.
صرح وزير الصحة في حكومة بلوشستان أن عدد القتلى ارتفع إلى 93 قتيلًا.

## المنفذون
أرسلت جماعة الأحرار التابعة لحركة طالبان باكستان رسالة بريد إلكتروني إلى الصحفيين معلنة مسؤوليتها عن التفجير وتوعد متحدث باسمها في الرسالة بالمزيد من الهجمات إلى «أن يقود نظام إسلامي باكستان». المتحدث باسم الجماعة أحسن الله إحسان صرح بأن الجماعة مسؤولة أيضًا عن مقتل رئيس جمعية المحامين بلال كاسي. هذا فيما أذاعت وكالات الأنباء العالمية نبأ تبني تنظيم الدولة الإسلامية التفجير عبر وكالة أعماق التابعة له التي ذكرت أن أحد عناصر التنظيم فجر حزامًا ناسفًا في تجمع لموظفي وزارة العدل الباكستانية ورجال الشرطة، لكن البيان الذي نشرته وكالة أعماق لم يشر إلى المستشفى.
تحدث عدد من كبار المسؤولين الباكستانيين عن تورط جناح البحث والتحليل الهندي في التفجير؛ إذ قال ثناء الله زهري الوزير الأول لإقليم بلوشستان أن هذا الجهاز متورط في عدد من العمليات الإرهابية من بينها هذا التفجير، كما لم يستبعد رئيس مجلس الشيوخ رضا رباني أن يكون جناح البحث والتحليل مشاركًا بالتخطيط والتمويل لهذا الهجوم.

## ردود الفعل

### محليًّا
حضر رئيس الوزراء نواز شريف إلى كويتا بعد بالهجومين، وندد بهما مشيرًا أنه لن يسمح لأحد بزعزعة استقرار الإقليم.
أعلنت حكومة إقليم بلوشستان الحداد لمدة ثلاثة أيام، وأعلنت نقابة المحامين الحداد لمدة أسبوع.
وذكرت إدارة العلاقات العامة التابعة للقوات المسلحة الباكستانية أن رئيس أركان القوات المسلحة راحيل شريف اعتبر في اجتماع أن التفجير هو «محاولة لزعزعة الأمن في الإقليم واستهداف لمشروع الممر الاقتصادي بين باكستان والصين». ولم تكن هذه هي المرة الأولى التي يتهم فيها الجيش الباكستاني الهند بمحاولة إفشال المشروع الصيني الباكستاني المشترك.
ذكرت نقابة المحامين الباكستانية في بيان أن المحامين في كامل أرجاء البلاد سيستنكفون عن متابعة الإجراءات القضائية يوم 9 أغسطس، احتجاجًا على مقتل المحامين.

### دوليًّا
- الأمم المتحدة: ذكر فرحان حق، نائب المتحدث باسم الأمين العام بان كي مون، أن الأمين العام حث الحكومة على فعل أقصى ما بوسعها لضمان سلامة السكان وتقديم الجناة إلى العدالة.[10]
- روسيا: أدان الرئيس فلاديمير بوتين الهجوم قائلًا «ندين بشدة هذه الجريمة غير الإنسانية ونعول على أنه ستتم معاقبة الذين يقفون وراءها ومن نفذها».[11]
- الولايات المتحدة: ذكر المتحدث باسم البيت الأبيض جوش إيرنست «الولايات المتحدة ملتزمة بالشراكة المتواصلة مع باكستان في مكافحة الإرهاب واستمرار عزمنا في الانضمام إلى الشعب الباكستاني في مواجهة الإرهاب في باكستان وبالمنطقة».[11]
- تركيا: جاء في بيان لوزارة الخارجية: «ندين هذا الاعتداء الإرهابي الغادر الذي استهدف زعزعة الأمن والوئام والاستقرار الداخلي في باكستان».[12]
- إيران: أدان المتحدث بأسم الخارجیة الایرانیة التفجیر الارهابی، واصفا التفجیر بالعملیة الجبانة ودعا الأطراف الدولیة إلی العمل الجاد فی مکافحة الإرهاب، مؤکّدا ضرورة اتخاذ التدابیر اللازمة من أجل الحیلولة دون إراقة دماء المسلمین.[13]

## وصلات خارجية
- ارتفاع حصيلة تفجير مستشفى في باكستان إلى 60 قتيلا. تلفزيون الغد، فيديو وصور، 8 أغسطس 2016.